# Кембридж, Асука
Асука Антонио «Аска» Кембридж (род. 31 мая 1993, Ямайка) — японский легкоатлет японско-ямайского происхождения, спринтер. Серебряный призёр Олимпийских игр 2016.
Обладатель рекорда Азии в эстафете 4×100 метров (в составе сборной Японии, 37,6 секунды).

## Биография
Отец Кембриджа из Ямайки, а мать из Японии. Сам Асука родился на Ямайке. Учился в Университете Нихон (Токио, Япония).

## Спортивная карьера
В 2012 году выиграл бронзовую медаль на чемпионате мира среди юниоров в эстафете 4×100 метров.

### Восточноазиатские игры 2013
Выиграл две золотые медали: в беге на 200 метров и в эстафете 4×100 метров.

### Олимпийские игры 2016
В 1-м раунде бега на 100 метров прибежал вторым, с результатом 10,13 секунды. Показал восьмое время и вышел в полуфинал. В полуфинале прибежал седьмым, с результатом 10,17 секунды. Показал двадцать первое время и не смог выйти в финал. В 1-м раунде эстафеты 4×100 метров команда Японии прибежала первой, с результатом 37,68 секунды. Показали второе время и вышли в финал. Установили рекорд Азии. В финале команда прибежала второй, с результатом 37,6 секунды. Установили рекорд Азии. Для Японии это первое серебро в данной дисциплине (также есть бронза на Олимпиаде 2008).

## Личные рекорды

### На открытом воздухе
| Дисциплина | Время (сек) | Город, страна   | Дата        | Прим. |
| ---------- | ----------- | --------------- | ----------- | ----- |
| 100 м      | 10,1        | Кумагая, Япония | 21 мая 2016 |       |
| 200 м      | 20,62       | Токио, Япония   | 9 июня 2013 |       |

## Достижения
| Год  | Соревнование                      | Город, страна            | Место | Дисциплина       | Время (с) |
| ---- | --------------------------------- | ------------------------ | ----- | ---------------- | --------- |
| 2012 | Чемпионат мира среди юниоров 2012 | Барселона, Испания       | 3     | Эстафета 4×100 м | 39,02     |
| 2013 | Восточноазиатские игры 2013       | Тяньцзинь, Китай         | 1     | 200 м            | 20,93     |
| 2013 | Восточноазиатские игры 2013       | Тяньцзинь, Китай         | 1     | Эстафета 4×100 м | 38,44     |
| 2016 | Олимпийские игры 2016             | Рио-де-Жанейро, Бразилия | 21    | 100 м            | 10,17     |
| 2016 | Олимпийские игры 2016             | Рио-де-Жанейро, Бразилия | 2     | Эстафета 4×100 м | 37,6      |